# Lista över Europeiska unionens särskilda representanter
Denna lista över Europeiska unionens särskilda representanter innefattar samtliga särskilda representanter som unionen har i omvärlden. De särskilda representanterna utses av Europeiska unionens råd på förslag av den höga representanten för utrikes frågor och säkerhetspolitik. De ansvarar för särskilda politiska frågor under ledning av den höga representanten.

## Lista

### Särskilda representanter
1. Europeiska unionens särskilda representant i Bosnien och Hercegovina – Luigi Soreca tidigare Lars-Gunnar Wigemark och därefter Johann Sattler
2. Europeiska unionens särskilda representant i Kosovo – Aivo Orav, tidigare Nataliya Apostolova och därefter Tomáš Szunyog,
3. Europeiska unionens särskilda representant för Sydkaukasien och för krisen i Georgien – Magdalena Grono, tidigare Toivo Klaar
4. Europeiska unionens särskilda representant för Centralasien – Eduards Stiprais, tidigare Terhi Hakala, och dessförinnan Peter Burian
5. Europeiska unionens särskilda representant för fredsprocessen i Mellanöstern – Luigi Di Maio, tidigare Sven Koopmans och dessförinnan Susanna Terstal
6. Europeiska unionens särskilda representant för Afrikas horn – Annette Weber, tidigare Alexander Rondos
7. Europeiska unionens särskilda representant för Sahel – João Cravinho, tidigare Emanuela del Re och dessförinnan Ángel Losada Fernández
8. Europeiska unionens särskilda representant för mänskliga rättigheter – Olof Skoog, tidigare Eamon Gilmore
9. Europeiska unionens särskilda representant för dialogen mellan Belgrad och Pristina och för andra regionala frågor som rör västra Balkan – Peter Sørensen, tidigare Miroslav Lajčák
10. Europeiska unionens särskilda representant för Gulfregionen – Luigi Di Maio
11. Europeiska unionens särskilda representant för området kring de stora sjöarna – Johan Borgstam